# 올림픽 개회 선언자 목록
이 문서는 역대 올림픽(하계 올림픽, 동계 올림픽, 청소년 올림픽)에서 공식 개회 선언을 한 사람에 관한 목록이다. 《올림픽 헌장》 제55조 제3항에서는 개최국의 국가원수가 개회 선언을 하도록 명시되어 있다.
국제 올림픽 위원회(IOC) 위원장은 올림픽 개막식에 참석한 개최국의 국가원수에게 개회 선언을 하도록 요청하고 국가원수는 IOC 위원장의 요청을 받아들여 올림픽 개회 선언을 한다. 올림픽 개최국의 국가원수가 개막식에 참석하지 못한 경우에는 국가원수의 대리인이 개회 선언을 하기도 한다. 올림픽 헌장에서는 대회 개막 선언을 하는 사람이 동하계 여부에 따라 다음과 같이 서로 다른 문구를 낭독하면서 선언을 하도록 명시되어 있다.
- 올림피아드 대회(하계 올림픽)일 경우 - "나는 제(순번)회 근대 올림피아드를 축하하면서 (개최 도시 이름) 올림픽 대회의 개회를 선포합니다."
- 동계 올림픽일 경우 - "나는 제(순번)회 (개최 도시 이름) 동계 올림픽 대회 개막을 선언합니다."

## 올림픽 개회 선언자 목록
이탤릭체로 표기된 개회 선언자의 이름과 직책은 올림픽 개회 당시에 개최국의 국가원수가 아니었던 사람을 의미한다.
| 연도   | 대회                           | 개최 도시                      | 개회 선언자                              | 직책                                               |
| ------ | ------------------------------ | ------------------------------ | ---------------------------------------- | -------------------------------------------------- |
| 1896년 | 제1회 하계 올림픽              | 그리스 아테네                  | 요르요스 1세                             | 그리스 국왕                                        |
| 1900년 | 제2회 하계 올림픽              | 프랑스 파리                    | 개회 선언자 없음                         | 개회 선언자 없음                                   |
| 1904년 | 제3회 하계 올림픽              | 미국 세인트루이스              | 데이비드 R. 프랜시스                     | 세인트루이스 세계 박람회 조직위원장                |
| 1908년 | 제4회 하계 올림픽              | 영국 런던                      | 에드워드 7세                             | 영국 국왕                                          |
| 1912년 | 제5회 하계 올림픽              | 스웨덴 스톡홀름                | 구스타프 5세                             | 스웨덴 국왕                                        |
| 1920년 | 제7회 하계 올림픽              | 벨기에 안트베르펜              | 알베르 1세                               | 벨기에 국왕                                        |
| 1924년 | 제1회 동계 올림픽              | 프랑스 샤모니                  | 가스통 비달                              | 프랑스 체육부 차관                                 |
| 1924년 | 제8회 하계 올림픽              | 프랑스 파리                    | 가스통 두메르그                          | 프랑스 대통령                                      |
| 1928년 | 제2회 동계 올림픽              | 스위스 장크트모리츠            | 에드문트 슐테스                          | 스위스 대통령                                      |
| 1928년 | 제9회 하계 올림픽              | 네덜란드 암스테르담            | 하인리히 추 메클렌부르크슈베린           | 네덜란드 부군                                      |
| 1932년 | 제3회 동계 올림픽              | 미국 레이크플래시드            | 프랭클린 D. 루스벨트                     | 뉴욕주지사                                         |
| 1932년 | 제10회 하계 올림픽             | 미국 로스앤젤레스              | 찰스 커티스                              | 미국 부통령                                        |
| 1936년 | 제4회 동계 올림픽              | 나치 독일 가르미슈파르텐키르헨 | 아돌프 히틀러                            | 독일 총통                                          |
| 1936년 | 제11회 하계 올림픽             | 나치 독일 베를린               | 아돌프 히틀러                            | 독일 총통                                          |
| 1948년 | 제5회 동계 올림픽              | 스위스 장크트모리츠            | 엔리코 첼리오                            | 스위스 대통령                                      |
| 1948년 | 제14회 하계 올림픽             | 영국 런던                      | 조지 6세                                 | 영국 국왕                                          |
| 1952년 | 제6회 동계 올림픽              | 노르웨이 오슬로                | 랑힐                                     | 노르웨이 왕녀                                      |
| 1952년 | 제15회 하계 올림픽             | 핀란드 헬싱키                  | 유호 쿠스티 파시키비                     | 핀란드 대통령                                      |
| 1956년 | 제7회 동계 올림픽              | 이탈리아 코르티나담페초        | 조반니 그론키                            | 이탈리아 대통령                                    |
| 1956년 | 제16회 하계 올림픽 (승마 한정) | 스웨덴 스톡홀름                | 구스타프 6세 아돌프                      | 스웨덴 국왕                                        |
| 1956년 | 제16회 하계 올림픽             | 오스트레일리아 멜버른          | 에든버러 공작 필립                       | 오스트레일리아 부군                                |
| 1960년 | 제8회 동계 올림픽              | 미국 스쿼밸리                  | 리처드 닉슨                              | 미국 부통령                                        |
| 1960년 | 제17회 하계 올림픽             | 이탈리아 로마                  | 조반니 그론키                            | 이탈리아 대통령                                    |
| 1964년 | 제9회 동계 올림픽              | 오스트리아 인스브루크          | 아돌프 셰르프                            | 오스트리아 대통령                                  |
| 1964년 | 제18회 하계 올림픽             | 일본 도쿄                      | 히로히토                                 | 일본 천황                                          |
| 1968년 | 제10회 동계 올림픽             | 프랑스 그르노블                | 샤를 드 골                               | 프랑스 대통령                                      |
| 1968년 | 제19회 하계 올림픽             | 멕시코 멕시코시티              | 구스타보 디아스 오르다스                 | 멕시코 대통령                                      |
| 1972년 | 제11회 동계 올림픽             | 일본 삿포로                    | 히로히토                                 | 일본 천황                                          |
| 1972년 | 제20회 하계 올림픽             | 서독 뮌헨                      | 구스타프 하이네만                        | 서독 대통령                                        |
| 1976년 | 제12회 동계 올림픽             | 오스트리아 인스브루크          | 루돌프 키르히슐레거                      | 오스트리아 대통령                                  |
| 1976년 | 제21회 하계 올림픽             | 캐나다 몬트리올                | 엘리자베스 2세                           | 캐나다 여왕                                        |
| 1980년 | 제13회 동계 올림픽             | 미국 레이크플래시드            | 월터 먼데일                              | 미국 부통령                                        |
| 1980년 | 제22회 하계 올림픽             | 소련 모스크바                  | 레오니트 브레즈네프                      | 소련 최고평의회 상임간부회 의장                    |
| 1984년 | 제14회 동계 올림픽             | 유고슬라비아 사라예보          | 미카 슈필랴크                            | 유고슬라비아 사회주의 연방공화국 대통령평의회 의장 |
| 1984년 | 제23회 하계 올림픽             | 미국 로스앤젤레스              | 로널드 레이건                            | 미국 대통령                                        |
| 1988년 | 제15회 동계 올림픽             | 캐나다 캘거리                  | 잔 마틸드 소베                           | 캐나다 총독                                        |
| 1988년 | 제24회 하계 올림픽             | 대한민국 서울                  | 노태우                                   | 대한민국 대통령                                    |
| 1992년 | 제16회 동계 올림픽             | 프랑스 알베르빌                | 프랑수아 미테랑                          | 프랑스 대통령                                      |
| 1992년 | 제25회 하계 올림픽             | 스페인 바르셀로나              | 후안 카를로스 1세                        | 스페인 국왕                                        |
| 1994년 | 제17회 동계 올림픽             | 노르웨이 릴레함메르            | 하랄 5세                                 | 노르웨이 국왕                                      |
| 1996년 | 제26회 하계 올림픽             | 미국 애틀랜타                  | 빌 클린턴                                | 미국 대통령                                        |
| 1998년 | 제18회 동계 올림픽             | 일본 나가노                    | 아키히토                                 | 일본 천황                                          |
| 2000년 | 제27회 하계 올림픽             | 오스트레일리아 시드니          | 윌리엄 패트릭 딘                         | 오스트레일리아 총독                                |
| 2002년 | 제19회 동계 올림픽             | 미국 솔트레이크시티            | 조지 W. 부시                             | 미국 대통령                                        |
| 2004년 | 제28회 하계 올림픽             | 그리스 아테네                  | 콘스탄티노스 스테파노풀로스              | 그리스 대통령                                      |
| 2006년 | 제20회 동계 올림픽             | 이탈리아 토리노                | 카를로 아첼리오 참피                     | 이탈리아 대통령                                    |
| 2008년 | 제29회 하계 올림픽             | 중국 베이징                    | 후진타오                                 | 중화인민공화국 주석                                |
| 2010년 | 제21회 동계 올림픽             | 캐나다 밴쿠버                  | 미카엘 장                                | 캐나다 총독                                        |
| 2012년 | 제30회 하계 올림픽             | 영국 런던                      | 엘리자베스 2세                           | 영국 여왕                                          |
| 2014년 | 제22회 동계 올림픽             | 러시아 소치                    | 블라디미르 푸틴                          | 러시아 대통령                                      |
| 2016년 | 제31회 하계 올림픽             | 브라질 리우데자네이루          | 미셰우 테메르                            | 브라질 부통령                                      |
| 2018년 | 제23회 동계 올림픽             | 대한민국 평창                  | 문재인                                   | 대한민국 대통령                                    |
| 2020년 | 제32회 하계 올림픽             | 일본 도쿄                      | 나루히토                                 | 일본 천황                                          |
| 2022년 | 제24회 동계 올림픽             | 중국 베이징                    | 시진핑                                   | 중화인민공화국 주석                                |
| 2024년 | 제33회 하계 올림픽             | 프랑스 파리                    | 에마뉘엘 마크롱                          | 프랑스 대통령                                      |
| 2026년 | 제25회 동계 올림픽             | 이탈리아 밀라노-코르티나담페초 | 세르조 마타렐라 (예상)                   | 이탈리아 대통령                                    |
| 2028년 | 제34회 하계 올림픽             | 미국 로스앤젤레스              | 도널드 트럼프 (예상)                     | 미국 대통령                                        |
| 2030년 | 제26회 동계 올림픽             | 프랑스 알프스                  | 2027년 프랑스 대통령 선거 당선자 (예상)  | 프랑스 대통령                                      |
| 2032년 | 제35회 하계 올림픽             | 오스트레일리아 브리즈번        | 찰스 3세 또는 오스트레일리아 총독 (예상) | 오스트레일리아 국왕 또는 총독                      |
| 2034년 | 제27회 동계 올림픽             | 미국 솔트레이크시티            | 2032년 미국 대통령 선거 당선자 (예상)    | 미국 대통령                                        |

## 청소년 올림픽 개최 선언자 목록
| 연도   | 대회                     | 개최 도시                   | 개회 선언자                 | 직책                |
| ------ | ------------------------ | --------------------------- | --------------------------- | ------------------- |
| 2010년 | 제1회 하계 청소년 올림픽 | 싱가포르                    | S. R. 나산                  | 싱가포르 대통령     |
| 2012년 | 제1회 동계 청소년 올림픽 | 오스트리아 인스브루크       | 하인츠 피셔                 | 오스트리아 대통령   |
| 2014년 | 제2회 하계 청소년 올림픽 | 중국 난징                   | 시진핑                      | 중화인민공화국 주석 |
| 2016년 | 제2회 동계 청소년 올림픽 | 노르웨이 릴레함메르         | 하랄 5세                    | 노르웨이 국왕       |
| 2018년 | 제3회 하계 청소년 올림픽 | 아르헨티나 부에노스아이레스 | 마우리시오 마크리           | 아르헨티나 대통령   |
| 2020년 | 제3회 동계 청소년 올림픽 | 스위스 로잔                 | 시모네타 소마루가           | 스위스 대통령       |
| 2024년 | 제4회 동계 청소년 올림픽 | 대한민국 강원               | 윤석열                      | 대한민국 대통령     |
| 2026년 | 제4회 하계 청소년 올림픽 | 세네갈 다카르               | 바시루 디오마예 파예 (예상) | 세네갈 대통령       |
| 2028년 | 제5회 동계 청소년 올림픽 | 이탈리아 돌로미티-발텔리나  | 세르조 마타렐라 (예상)      | 이탈리아 대통령     |

## 같이 보기
- 국제 올림픽 위원회 위원장

### 내용주
1. ↑  올림픽 개회 당시에 미국 대통령이었던 시어도어 루스벨트를 대신해서 개회 선언을 했다.
2. ↑  올림픽 개회 당시에 프랑스 대통령이었던 알렉상드르 밀랑을 대신해서 개회 선언을 했다.
3. ↑  자신의 아내이자 올림픽 개회 당시에 네덜란드 여왕이었던 빌헬미나를 대신해서 개회 선언을 했다.
4. 1 2  올림픽 개회 당시에 미국 대통령이었던 허버트 후버를 대신해서 개회 선언을 했다.
5. ↑  자신의 할아버지이자 올림픽 개회 당시에 노르웨이 국왕이었던 호콘 7세를 대신해서 개회 선언을 했다.
6. ↑  자신의 아내이자 올림픽 개회 당시에 오스트레일리아 여왕이었던 엘리자베스 2세를 대신해서 개회 선언을 했다.
7. ↑  올림픽 개회 당시에 미국 대통령이었던 드와이트 D. 아이젠하워를 대신해서 개회 선언을 했다.
8. ↑  올림픽 개회 당시에 미국 대통령이었던 지미 카터를 대신해서 개회 선언을 했다.
9. ↑  올림픽 개회 당시에 캐나다 여왕이었던 엘리자베스 2세를 대신해서 개회 선언을 했다.
10. ↑  올림픽 개회 당시에 오스트레일리아 여왕이었던 엘리자베스 2세를 대신해서 개회 선언을 했다.
11. ↑  올림픽 개회 당시에 캐나다 여왕이었던 엘리자베스 2세를 대신해서 개회 선언을 했다.
12. ↑  올림픽 개회 당시에 브라질 대통령이었던 지우마 호세프는 브라질 의회의 탄핵 절차로 인해 직무가 정지된 상태였다. 이에 따라 브라질 대통령 권한대행 겸 부통령이었던 미셰우 테메르가 지우마 호세프를 대신해서 개회 선언을 했다.
13. ↑  올림픽 개회 당시에 오스트레일리아 국왕(현재는 찰스 3세)을 대표하여 개회 선언을 할 것으로 예상된다.

### 참고주
1. ↑  “Olympic Charter” (PDF). The International Olympic Committee. 2011. 2012년 8월 13일에 확인함.
2. ↑  “올림픽헌장 영한 대조본” (PDF). 대한체육회. 2019년 3월 10일에 확인함.